# Gabinete Briand IV
O Gabinete Briand IV foi o ministério formado por Aristide Briand em 18 de fevereiro de 1913 e dissolvido em 22 de março do mesmo ano. Foi o 54º gabinete da Terceira República Francesa, sendo antecedido pelo Gabinete Briand III e sucedido pelo Gabinete Barthou.

## Contexto
Aristide Briand, reconduzido ao poder pelo novo Presidente da República, Raymond Poincaré, organizou uma reunião com a presença dos principais líderes do Exército francês para preparar a França contra a Alemanha, após o aumento drástico no orçamento militar alemão. Estes líderes, então, apresentaram a ideia de estender o serviço militar para três anos como um dos únicos meios para preparar eficazmente a defesa do país. Relutante devido à impopularidade da medida, Briand finalmente aceitou a proposta e apresentou um projeto de lei a respeito. Como esperado, a Assembleia Nacional Francesa reagiu muito mal a esse projeto, tanto à direita quanto à esquerda. Após a rejeição, o 4º Gabinete Briand renunciou.
Louis Barthou, um velho amigo do Presidente Poincaré e também ex-ministro, foi então nomeado Presidente do Conselho de Ministros.

## Composição
- Presidente da República: Raymond Poincaré
- Presidente do Conselho de Ministros: Aristide Briand
- Ministro dos Estrangeiros: Charles Jonnart
- Ministro da Justiça: Louis Barthou
- Ministro do Interior: Aristide Briand
- Ministro da Guerra: Eugène Étienne
- Ministro das Finanças: Louis-Lucien Klotz
- Ministro da Marinha: Pierre Baudin
- Ministro da Instrução Pública e Belas Artes: Théodore Steeg
- Ministro das Obras Públicas: Jean Dupuy
- Ministro da Agricultura: Fernand David
- Ministro do Comércio e Indústria: Gabriel Guist'hau
- Ministro das Colônias: Jean Morel
- Ministro do Trabalho e Previdência Social: René Besnard